# Megagrapha
Megagrapha is een geslacht van insecten uit de familie van de Hybotidae, die tot de orde tweevleugeligen (Diptera) behoort.

## Soorten
Deze lijst van 4 stuks is mogelijk niet compleet.
- M. europaea Papp & Foldvari, 2001
- M. exquisita (Malloch, 1923)
- M. platytarsis Chillcott, 1983
- M. pubescens (Loew, 1862)